# Se-ri Pak
Se-ri Pak (koreanska: 박세리, Bak Se-ri; Se Ri Pak är det namn hon oftast går under i väst), född 28 september 1977 i Daejeon, är en sydkoreansk professionell golfspelare.
Pak blev professionell 1996 och blev medlem på LPGA-touren 1998 och under sin första säsong på touren vann hon två majortävlingar, LPGA Championship och US Womens Open. Samma år blev hon utsedd till Rolex Rookie of the Year.
Efter sina majorsegrar har hon i november 2005 vunnit över 20 tävlingar på touren inklusive ytterligare tre majors. Hennes framgångar har gjort att hon tävlingsmässigt har kvalificerat sig för World Golf Hall of Fame men hon kan inte väljas in där innan hon har spelat tio år på touren, det vill säga 2007. Då kommer hon att bli den yngste spelaren sedan Tom Morris Jr som har valts in.
Liksom Annika Sörenstam har även Pak ställt upp i en proffstävling för herrar, 2003 års SBS Super Tournament på Koreatouren där hon slutade på 10:e plats.

## Meriter

### Majorsegrar
- 1998 LPGA Championship, US Womens Open
- 2001 Weetabix Womens British Open
- 2002 LPGA Championship
- 2006 LPGA Championship

### LPGA-segrar
- 1998 Jamie Farr Kroger Classic, Giant Eagle LPGA Classic
- 1999 ShopRite LPGA Classic, Jamie Farr Kroger Classic, Samsung World Championship of Women's Golf, PageNet Championship
- 2001 YourLife Vitamins LPGA Classic, Longs Drugs Challenge, Jamie Farr Kroger Classic, AFLAC Champions
- 2002 The Office Depot Championship, First Union Betsy King Classic, Mobile LPGA Tournament of Champions, Sports Today CJ Nine Bridges Classic
- 2003 Safeway PING, Chick-fil-A Charity Championship, Jamie Farr Kroger Classic
- 2004 Michelob ULTRA Open